# パッケージ図
統一モデリング言語 (UML)におけるパッケージ図（パッケージず）とは、パッケージ同士の依存関係を描画することで論理的なグルーピングをするための図で、クラス図の一部である。

## 概要
C++で実装するプログラムのパッケージ図を作成する場合は、名前空間をパッケージに対応させることもある。
パッケージは、慣例的にはディレクトリ構造のように表すことができる。パッケージ図では、システムを論理的な階層構造に分解するのに役立つ。
一般的にパッケージは、内部的には最大限の一貫性を保つように、そして外部的には他のパッケージとの依存関係を最小限にするように構成されている。このガイドラインで考えると、パッケージは良い管理単位である。パッケージ単位でチームや個人に開発を依頼することができるからである。

## 構成要素

### パッケージ

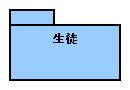
パッケージ図におけるパッケージの例

パッケージは、四角を2つ使って、フォルダに似た形で表現する。中にパッケージ名を記述する。オプションとして、ステレオタイプを記述することができる。
パッケージ同士の依存関係は、依存する側のパッケージから依存されるパッケージへ破線矢印を引くことで表現する。
パッケージにはパッケージを含むことができる。
複数のパッケージをまとめる場合、複数のパッケージから1つのパッケージに対して破線矢印を引き、その矢印にステレオタイプmergeを指定して表現することもできる。
パッケージにはクラスを含むこともできる。詳細はクラス図を参照。